# 西山芳一
西山 芳一（にしやま ほういち、1952年 - ）は、東京都大田区出身の土木写真家。
東京造形大学デザイン学部写真学科卒。博報堂、東急エージェンシーを経て1978年よりフリーとなり、広告写真を撮影。
1988年より土木写真を中心の撮影に移行する。「土木を撮る会」事務局長。

## 受賞歴
- 1992年、日経BP社　最優秀写真賞　「鎧畑ダム改修工事」
- 2003年、土木学会　平成14年度　出版文化賞　「タウシュベツ」
- 2007年、土木学会　平成18年度　出版文化賞　「トンネル」

## 主な写真集
- 「港湾遺産」(2002年5月　日本埋立浚渫協会)
- 「タウシュベツ」(2002年11月　講談社)
- 「水辺の土木」(2003年3月　INAX出版)
- 「トンネル」(2005年10月　施工技術総合研究所)
- 「金谷トンネル竣工記念写真集」(2007年10月　鹿島建設・奥村組)
- 「なるほど地図帳　現代日本を創ったビッグプロジェクト」(2008年4月　昭文社)
- 「飛騨トンネル竣工記念写真集」(2008年6月　NEXCO中日本)
- 「徳山ダム竣工記念カレンダー」(2008年10月　水資源機構)
- 「佐渡鉱山」(2011年8月　新潟日報事業社)
- 「Tunnel for iPad」(2012年2月　Apple)
- 「美しい土木・建設中」(2013年10月　ピエブックス)
- 「UNDER CONSTRUCTION」(2013年11月　マガジンハウス)

## 主な展覧会
- 「土木造形家　百年の仕事」(1997年10月　東京駅北口ドーム　他巡回)
- 「土木を撮る」(1998年10月	富士フォトサロン銀座)
- 「土木を撮るⅡ」(2000年10月　富士フォトサロン銀座)
- 「タウシュベツ」(2001年1月　銀座スペースｓ)
- 「タウシュベツⅡ」(2002年11月　富士フォトギャラリー日比谷、北海道庁、上士幌町、富士カラー京都、土木学会　巡回)
- 「水辺の土木展」(2003年3月　大阪、名古屋、東京のINAXギャラリー)
- 「風と建築展」(2004年3月　大阪、名古屋、東京のINAXギャラリー)
- 「土木を撮るⅢ」(2005年2月　富士フォトギャラリー五反田)
- 「トンネル」(2005年11月　富士フォトギャラリー日比谷)
- 「土木を撮るⅣ」(2007年11月　フォトギャラリーキタムラ)
- 「土木を撮るⅤ」(2010年11月　フレームマン銀座ギャラリー)
- 「佐渡鉱山」(2011年8月　フレームマン銀座ギャラリー)
- 「Tunnel」(2014年2月　銀座 Art for Thought)
- 「土木展」(2016年7月　六本木 21_21Design Sight)